# Swartzia trianae
Swartzia trianae är en ärtväxtart som beskrevs av George Bentham. Swartzia trianae ingår i släktet Swartzia och familjen ärtväxter. Inga underarter finns listade i Catalogue of Life.